# کودویورز
کودویورز (انگلیسی: CodeWeavers) شرکت نرم‌افزار آمریکایی است، که در سال ۱۹۹۶ تأسیس شد.